# تپه حاتم‌آباد
تپه حاتم آباد مربوط به دوره اشکانیان - دوران‌های تاریخی پس از اسلام است و در شهرستان کبودر آهنگ، بخش مرکزی، روستای حاتم آباد واقع شده و این اثر در تاریخ ۱۰ دی ۱۳۸۱ با شمارهٔ ثبت ۷۰۲۸ به‌عنوان یکی از آثار ملی ایران به ثبت رسیده است.